# Vassil Levski
Pour les articles homonymes, voir Vassil Levski (homonymie).
Vassil Ivanov Kountchev (en bulgare : Васил Иванов Кунчев), plus connu sous le nom de Vassil Levski, est né le 18 juillet 1837 à Karlovo et meurt le 18 février 1873 à Sofia. Il fut un révolutionnaire et idéologue de la révolution nationale bulgare dans la lutte nationale contre l'occupant ottoman. Il chercha à organiser des soulèvements à travers l'ensemble des territoires bulgares via des comités régionaux.
Du fait de son rôle majeur dans la lutte pour la libération de la Bulgarie, Vassil Levski est considéré comme le plus grand héros national auquel le peuple bulgare se réfère et le désigne comme « L'apôtre de la liberté ». Vassil Levski envisageait la création d'une République bulgare mettant ses citoyens, y compris les minorités, sur un pied d'égalité. Il fut inspiré par le libéralisme que connaissaient les sociétés européennes occidentales et par la Révolution française. Organisant un soulèvement coordonné, il est arrêté en 1872, puis pendu l'année suivante.

## Biographie

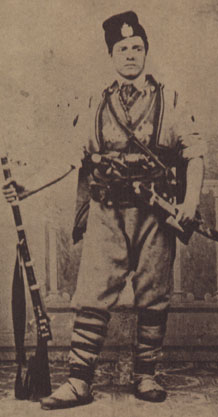
Vasil Levski en uniforme porte-drapeau

Vassil Ivanov Kountchev est né le 18 juillet 1837 dans la ville de Karlovo alors sous domination ottomane. Ses parents étaient Ivan Kountchev et Gina Kountcheva (née Karaivanova) et Vassil Levski eut deux frères et deux sœurs. Il devint diacre à l'âge de 24 ans, ce qui lui valut le surnom « Le diacre », mais il abandonna plus tard la religion pour rejoindre le mouvement de libération de la Bulgarie.
Inspiré par les idées révolutionnaires de Georgi Rakovski et la renaissance bulgare[réf. nécessaire], Vassil Levski se rendit à Belgrade au cours du printemps 1862. Dans cette ville, Georgi Rakovski avait assemblé la première légion bulgare, un détachement militaire formé par des volontaires cherchant à renverser la domination ottomane. Vassil Levski intégra cette troupe mais elle fut dissoute le 12 septembre 1862 et il rejoignit la Bulgarie. C'est à cette époque qu'il gagna le pseudonyme de « Levski » - semblable au lion. Son oncle le dénonça aux autorités ottomanes comme rebelle et il fut emprisonné à Plovdiv pendant trois mois avant d'être finalement relâché. Il exerça ensuite le métier d'enseignant.
En novembre 1866, Levski rencontra Georgi Rakovski en Roumanie. Deux groupes révolutionnaires dirigés par Panaïot Khitov et Filip Totiou avaient été créés dans ce pays. Sur la recommandation de Rakovski, Vassil Levski devint porte-étendard du détachement de Khitov. En avril 1867, son groupe traversa le Danube à Tutrakan, se déplaça à travers la région de Loudogorié et atteint les montagnes des Balkans. Après quelques affrontements, son groupe se retira en Serbie en août où leur présence fut tolérée temporairement. Il regagna la Roumanie et, durant l'hiver 1868, il fit connaissance avec le poète et révolutionnaire Khristo Botev près de Bucarest.
Rejetant la stratégie de détachements formés à l'extérieur des terres bulgares, Vassil Levski incita toutes les couches de la société bulgare à la révolution. Sous son impulsion, l'Organisation révolutionnaire interne vit le jour. L'objectif des comités créés fut de préparer un soulèvement coordonné. Persécuté par les autorités ottomanes qui offrait 500 livres turques pour sa mort et 1000 pour sa capture, Vassil Levski eut recours à des déguisements pour échapper à une arrestation lors de ses voyages. Il accomplit un travail important dans la gestion et l'organisation des réseaux révolutionnaires dont il était le dirigeant.
Il fut arrêté le matin du 27 décembre 1872 par les autorités ottomanes. Initialement interrogé et incarcéré à Tarnovo, Vassil Levski fut envoyé à Sofia le 4 janvier 1873. Là, il fut traduit en justice et torturé. Bien qu'il ait reconnu son identité, il ne révéla pas ses complicités et les détails relatifs à son organisation. Alors qu'il était physiquement très affaibli, les autorités ottomanes condamnèrent Vassil Levski à la peine de mort par pendaison. Sa mort aggrava la crise dans le mouvement révolutionnaire bulgare et la plupart des comités se désintégrèrent. Cinq ans après sa pendaison, la guerre russo-turque de 1877-1878 permit la libération de la Bulgarie du joug ottoman et ceci dans le sillage de l'Insurrection d'avril 1876. Le Traité de San Stefano du 3 mars 1878 mit en place un État bulgare autonome.

## Citations

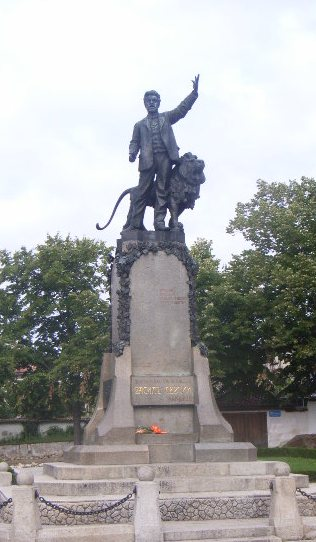
Statue de Levski à Karlovo

« Une fois libérés, créer une « sainte et pure Republique » où chacun pourra y vivre librement, indépendamment de son origine, de sa religion, de ses convictions. »

« Être égaux avec les autres peuples européens ne dépend que de nos propres et communs efforts. »

« Si je gagne, je gagne pour toute une nation, si je perds, c'est une perte personnelle. »

## Hommages

### Poésie
- « Pendaison de Vassil Levski[5] »

Ô Bulgarie !

Ô ma mère, ô patrie chérie !

Pourquoi pleurer si tristement ?

Et toi, corbeau, maudit oiseau,

Sur quel tombeau croasses-tu ?

Je sais, je sais, mère, tu pleures

De te sentir en esclavage !

Ta sainte voix est impuissante,

C’est une voix dans le désert.

Pleure ! Là-bas, près de Sofia,

Se dresse un gibet, je l’ai vu !

Et ton fils, l’unique entre tous,

Y pend de son terrible poids.(...)

Composé par le poète lyrique Khristo Botev

### Toponymie
- L'arête de Levski sur la montagne de Tangra en Antarctique.

### Sports
- Le Levski Sofia
- Le Stade national Vassil-Levski où la Bulgarie dispute ses matchs de football.

### Astronomie
- L'astéroïde (204831) Levski porte son nom.